# Bonaventura Gil
Bonaventura Gil va ser un baixonista, i un dels residents de la capella de música de l'església parroquial de Sant Pere i Sant Pau de Canet de Mar, on exercí de baixonista, plaça que se li va atorgar pel trasllat de Joan Carbonell el 1825.